# Бродячие собаки в Москве
В Москве обитает большое количество бездомных собак. Многие из них объединяются в стаи и привыкли к попрошайничеству. Также есть собаки, проживающие на станциях метро.

## Проблематика
Проблемы московских бездомных собак были впервые упомянуты русскими писателями, такими как журналист Владимир Гиляровский, в конце 19 века. По состоянию на март 2010 года в пределах МКАД проживало около 35 000 бездомных собак или примерно одна собака на каждые 300 человек и около 32 на квадратный километр.
По словам Андрея Пояркова из Института экологии и эволюции им. А. Н. Северцова, биолога и эксперта по волкам, который изучал московских диких собак более 30 лет, количество доступной для них пищи поддерживает общую популяцию бездомных собак размером примерно 35 000 особей. Большинство щенков умирают рано. Продолжительность жизни больше 10 лет считается редкостью.
Большинство собак сразу рождаются бездомными; другая часть попадает на улицу в качестве выброшенных домашних животных. Поярков считает, что менее 3 процентов выброшенных домашних животных достигают полового созревания.
За те годы, что Поярков наблюдал за собаками, он заметил, что они утратили такие черты, как дружелюбие, стали похожими на волков.
Бродячие собаки уничтожали несколько тел, убитых Александром Пичушкиным в Битцевском лесу. Что существенно доставило проблемы, в работе следствия

## Типы уличных собак
Группы бездомных собак:

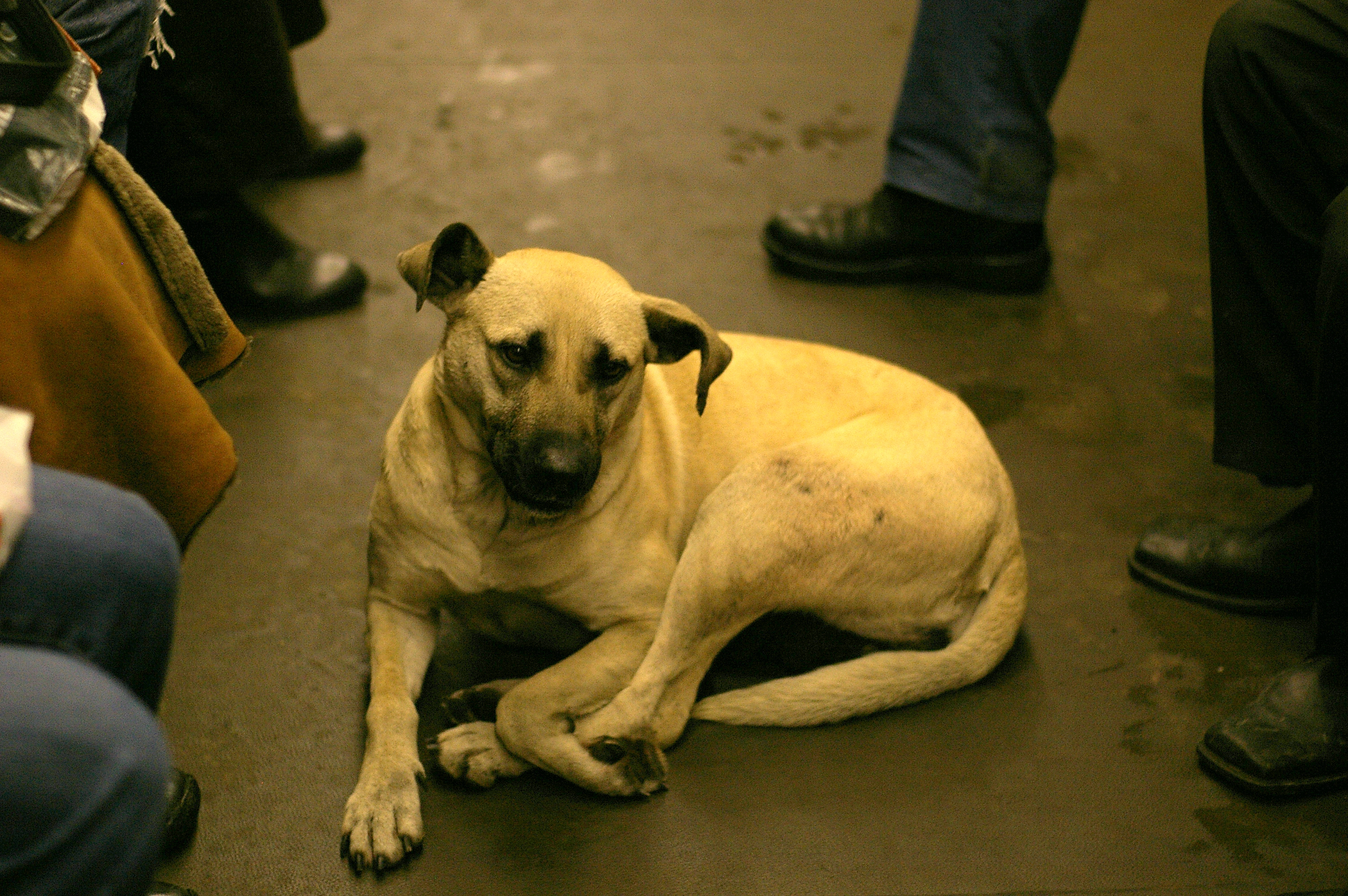
Бездомный пёс едет в метро.

- Дикие собаки (избегающие людей и рассматривающие их как угрозу)
- Охранные собаки (которые рассматривают определённых людей как своих лидеров. Обычно встречаются на строительных площадках).
- Нейтральные собаки (относятся к людям нормально)

### Жизнь уличных собак
Уличных собак не беспокоит высокий уровень активности вокруг них, они могут спать даже в оживлённых районах.. Они также обладают нестандартным поведением, которое отличает их как от домашних собак, так и от волков. Уличные собаки могут объединятся в стаи. Лидер стаи может взаимодействовать с другими стаями. Лидеры стаи не обязательно являются самой сильной или самой доминирующей собакой, а скорее являются самыми умными в стае, и признаются таковым другими собаками в стае.
Одна из техник, которую использует такая стая для получения еды, заключается в отправке к людям её более молодых и более симпатичных членов, так как такие собаки имеют больший успех в попрошайничестве у людей.
Ещё одна техника, которую используют некоторые собаки для получения еды, — это напугать человека, который держит еду в руке. Собака громко лает, что может напугать человека настолько, что он бросает еду.
Собаки научились переходить дорогу вместе с пешеходами.

## Собаки, живущие в метро

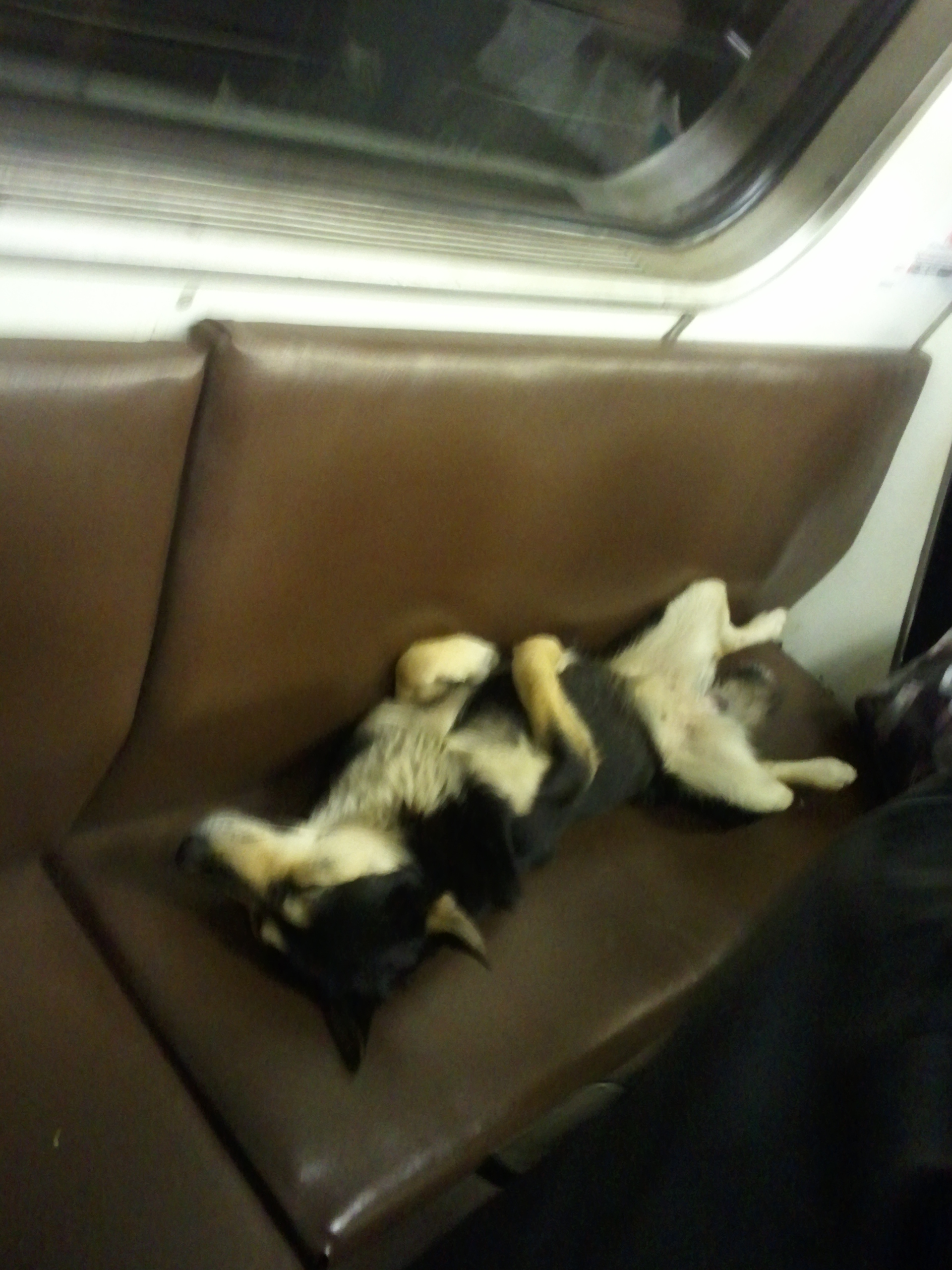
Собака спит в вагоне московского метро

Примерно 500 собак живут на станциях метро, особенно в холодные месяцы. Считается, что около 20 из этих собак научились использовать вагоны метро как средство передвижения. Теории, объясняющие, как им это удаётся:
- способность оценивать продолжительность времени, проведенного в поезде между станциями[2]
- распознавание названий станций через громкоговоритель поезда
- запоминание станций по запаху[3]

### Мальчик
В 2001 году женщина насмерть зарезала собаку по имени Мальчик, чёрную дикую собаку, которая проживала на станции метро Менделеевская. Инцидент, произошедший на улице в часы пик, вызвал возмущение среди знаменитостей и широкой общественности. Женщина была арестована, и приговорена судом к году принудительного психиатрического лечения. Были собраны средства для изготовления бронзовой статуи Мальчика, которая сейчас стоит у входа на станцию.